# Addolcitore
Un addolcitore è uno strumento atto ad addolcire l'acqua, ovvero a diminuirne la durezza, termine con cui si indica la concentrazione di sali di calcio e magnesio che precipitando formano le incrostazioni di calcare sulle superfici.
La maggior parte degli addolcitori sfrutta lo scambio degli ioni di calcio e magnesio con ioni di sodio facendo fluire l'acqua da addolcire su un letto di resina a scambio ionico. Esistono due tipi di addolcitori, semplice o doppio; quest'ultimo, solitamente molto raro perché ingombrante ed installato solo in impianti molto grandi di ospedali o scuole, è particolarmente diffuso nelle abitazioni del Lario orientale.
Tale resina è spesso un polimero di stirene e divinilbenzene che reca dei gruppi solfonato SO3- sulla propria struttura. I gruppi solfonato sono legati a ioni di sodio Na+ che vengono scambiati con gli ioni calcio e magnesio presenti nell'acqua. Tali resine vengono successivamente rigenerate per trattamento con salamoia (ovvero acqua salata per cloruro di sodio) concentrata, che ripristina gli ioni sodio sulla superficie della resina.
La “durezza” dell’acqua è data principalmente dalla somma dei sali di calcio e di magnesio in essa disciolti. Questi sali si solidificano, formando blocchi calcarei.
Le temperature elevate favoriscono questo processo, pertanto le superfici maggiormente esposte alle incrostazioni sono quelle delle resistenze e delle serpentine che riscaldano l’acqua. Ne consegue che gli elettrodomestici, quali lavastoviglie, lavatrici e soprattutto caldaie e scaldabagni, col tempo e in funzione della durezza dell'acqua, vengono ostruiti da incrostazioni che ne diminuiscono la durata e l'efficienza. Quasi tutti i convenzionali dispositivi per l’addolcimento dell’acqua sono basati sul processo conosciuto come scambio ionico in cui gli ioni di “durezza” si scambiano i posti con gli ioni di sodio e di cloruro che sono liberamente legati alla resina di scambio ionico o a una zeolite (molti minerali di zeolite si trovano nella natura, ma quelli speciali sono spesso artificiali).
Di seguito è riportata una tabella indicativa della perdita di efficienza di un sistema di produzione d’acqua calda a causa dello stratificarsi del calcare:
| Spessore in mm.       | 0,4 | 0,8 | 1,5 | 3,2 | 4,8 | 6,3 | 9,3 | 12,7 | 15,8 | 19  |
| Perdita in efficienza | 4%  | 7%  | 11% | 18% | 27% | 28% | 48% | 60%  | 74%  | 90% |

Gli addolcitori sono in grado, mediante lo scambio ionico, di eliminare calcio e magnesio, abbattendo la durezza dell’acqua.
In acque industriali, dove è necessario prevenire la formazione di incrostazioni di calcare, è inoltre possibile fare ricorso ad agenti chelanti, capaci di legarsi chimicamente agli ioni di calcio e magnesio impedendo loro di precipitare in forma solida. Tali chelanti vengono aggiunti anche ai detersivi in qualità di additivi.
L'addolcimento tramite metodo calce-soda sfrutta appunto la calce spenta e la soda Solvay quali reagenti. La calce provoca reazioni del tipo
Ca(HCO3)2 + Ca(OH)2 → 2CaCO3 + 2H2O
Mg(HCO3)2 + Ca(OH)2 → CaCO3 + Mg(OH)2 + H2O + CO2
MgSO4 + Ca(OH)2 → Mg(OH)2 + CaSO4
mentre la soda trasforma in carbonati insolubili i sali di calcio.